# Cleidion nitidum
Cleidion nitidum är en törelväxtart som först beskrevs av Johannes Müller Argoviensis, och fick sitt nu gällande namn av George Henry Kendrick Thwaites och Wilhelm Sulpiz Kurz. Cleidion nitidum ingår i släktet Cleidion och familjen törelväxter. Inga underarter finns listade i Catalogue of Life.